# El gran goril·la
El gran goril·la (títol original: Mighty Joe Young, també coneguda com Mr. Joseph Young of Africa i The Great Joe Young) és una pel·lícula fantàstica estatunidenca de 1949 en blanc i negre distribuïda per RKO Radio Pictures i produïda pel mateix equip creatiu responsable de King Kong de 1933. La pel·lícula va ser produïda per Merian C. Cooper, dirigida per Ernest B. Schoedsack, i Ruth Rose va escriure el guió. És protagonitzada per Robert Armstrong (que apareix a les dues pel·lícules), Terry Moore i Ben Johnson en el seu primer paper acreditat a la pantalla. Els efectes d'animació van ser a càrrec de Ray Harryhausen, Pete Peterson i Marcel Delgado. Està doblada al català.
Es va reversionar el 1998 amb Charlize Theron i Bill Paxton.

## Argument
Jill Young, que viu al ranxo del seu pare al Territori de Tanganyika a Àfrica, ha criat un gran goril·la des de que era una cria. Anys més tard el porta a Hollywood buscant la seva fortuna per salvar la casa familiar.

## Repartiment
- Terry Moore com Jill Young
- Lora Lee Michel com jove Jill
- Ben Johnson com Gregg
- Robert Armstrong com Max O'Hara
- Frank McHugh com Windy
- Douglas Fowley com Jones
- Regis Toomey com John Young
- Paul Guilfoyle com Smith
- Nestor Paiva com Brown
- James Flavin com Schultz
- Primo Carnera com ell mateix[4]

## Producció
Willis O'Brien, que va crear l'animació de King Kong, va ser el supervisor dels efectes especials d'animació stop-motion de la pel·lícula. Ray Harryhausen va ser contractat el 1947 en la seva primera tasca cinematogràfica com a ajudant d'animació d'O'Brien. O'Brien, però, es va acabar concentrant a resoldre els diferents problemes tècnics de la producció, delegant la major part de l'animació real a Harryhausen, Pete Peterson i Marcel Delgado, també animant algunes seqüències de la pel·lícula.
Les maquetes (construïdes pel constructor de Kong, Marcel Delgado) i l'animació són més sofisticades que a King Kong, contenen gestos més subtils i fins i tot alguns elements còmics, com ara una escena de persecució on Joe va a la part posterior d'un camió a gran velocitat i escup als seus perseguidors. Malgrat l'augment de la sofisticació tècnica, aquesta pel·lícula, com King Kong, presenta alguns problemes d'escala seriosos, amb Joe canviant notablement la mida entre moltes plans (se suposa que el personatge del títol no ha de ser tan gran com Kong, potser entre 10 i 12 peus d'alçada). Harryhausen va atribuir aquests errors al productor Cooper, que va insistir que Joe semblava més gran en algunes escenes per obtenir un efecte dramàtic.
Animat per l'enorme èxit de King Kong el 1933 i les seves rendibles reedicions teatrals el 1938, 1942 i 1946, RKO tenia grans esperances per a El gran goril·la. Després de la seva estrena el 1949, la pel·lícula va ser guardonada amb un premi de l'Acadèmia d'efectes especials (una categoria que no existia el 1933 per a King Kong ). La pel·lícula no va tenir èxit a la taquilla i va registrar una pèrdua de 675.000 dòlars. Com a resultat, els plans per produir una seqüela (titulada provisionalment Joe Meets Tarzan ) es van abandonar ràpidament.
La pel·lícula s'ha convertit en un clàssic de l'animació stop-motion. Els artistes d'efectes especials el consideren molt influent, amb l'elaborada seqüència de rescat de l'orfenat elogiada com una de les grans seqüències stop-motion de la història del cinema. Va ser reversionada el 1998 amb Charlize Theron interpretant a Jill, Bill Paxton com a Greg i l'intèrpret de criatures John Alexander com a personatge principal. Joe es va crear a través d'una barreja de vestits de goril·la i animatrònics a mida completa creats per Rick Baker i efectes digitals de Dream Quest Images i Industrial Light & Magic.

## Recepció
El crític de cinema Thomas M. Pryor a la seva ressenya per The New York Times va dir que Merian Cooper i Ernest Schoedsack, com a productor i director, "... s'esforcen perquè tot el món estimi, o si més no senti una profunda simpatia per, el seu goril·la monstruós i mecànic". La ressenya de Variety tenia una opinió similar: " El gran goril·la és divertida i amb, carregat de crispetes, molt d'humor i un robot goril·la que es converteix en un autèntic heroi. L'habilitat tècnica del gran personal d'experts (dirigits per Willis O'Brien i Ray Harryhausen) dona vida al robot".

## Premis
El gran goril·la va guanyar el premi de l'Acadèmia als millors efectes visuals, l'únic altre nominat aquell any va ser la pel·lícula Tulsa. Els nominats eren llistats només per estudi. Quan va arribar el moment de rebre el premi, va ser O'Brien qui va pujar a l'escenari per rebre'l, amb el discurs d'acceptació de cinc paraules: "Thank you, very, very much".